# Procedimiento legislativo en Chile

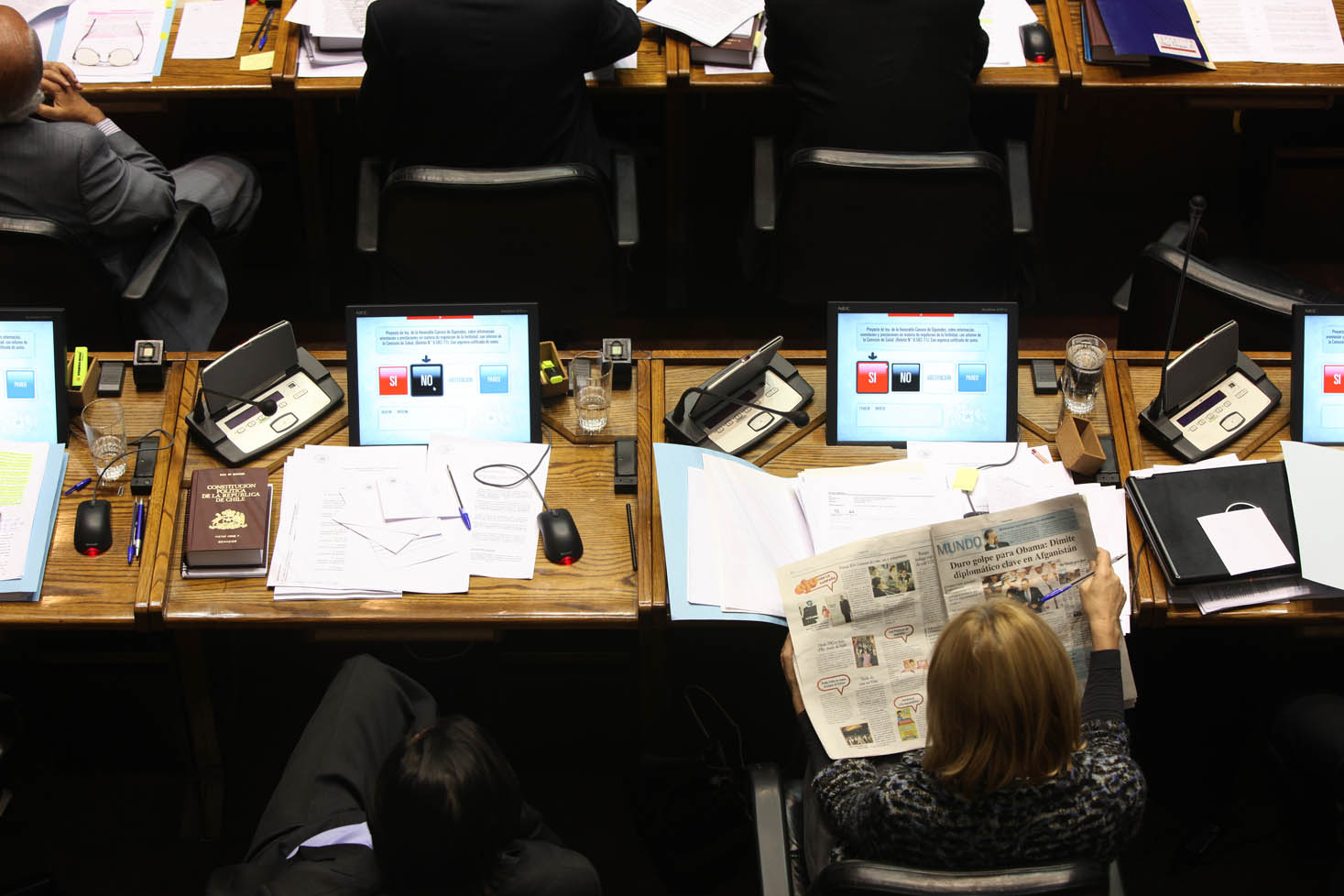
Un escritorio en el hemiciclo del Senado. En votación, el proyecto de ley de la píldora del día después.

El procedimiento legislativo en Chile es el proceso por el cual se forman las leyes en Chile. Tiene varias etapas que transforman un proyecto de ley en una ley.

## Iniciativa para legislar
Los proyectos de ley pueden tener su origen en el presidente de la República o en uno o más miembros del Congreso Nacional. Más precisamente, pueden proponer una ley hasta cinco senadores o hasta diez diputados. Cuando se inicia en el presidente de la República, se denomina mensaje; cuando el origen se encuentra en los parlamentarios del Congreso Nacional, se llama moción.
En el sistema chileno, en ciertos asuntos no hay libertad absoluta, para senadores y diputados, de presentar proyectos de ley, pues la Constitución Política establece algunas materias como de  "iniciativa exclusiva" del presidente de la República de Chile.

## Tramitación de un proyecto de ley
Un proyecto de ley debe obligatoriamente presentarse a una de las dos Cámaras que conforman el Congreso Nacional. La Cámara de acogida del proyecto recibe el nombre de Cámara de Origen, en tanto la otra pasa a constituirse como Cámara Revisora.
Excepcionalmente, algunos proyectos de ley que contienen ciertas materias deben ingresar necesariamente a una cámara:
- Deben ingresar por la Cámara de Diputados las leyes sobre tributos, sobre presupuesto de la administración pública y sobre reclutamiento.
- Deben ingresar por el Senado las leyes sobre amnistías e indultos generales.

### Primer trámite Constitucional: Cámara de Origen

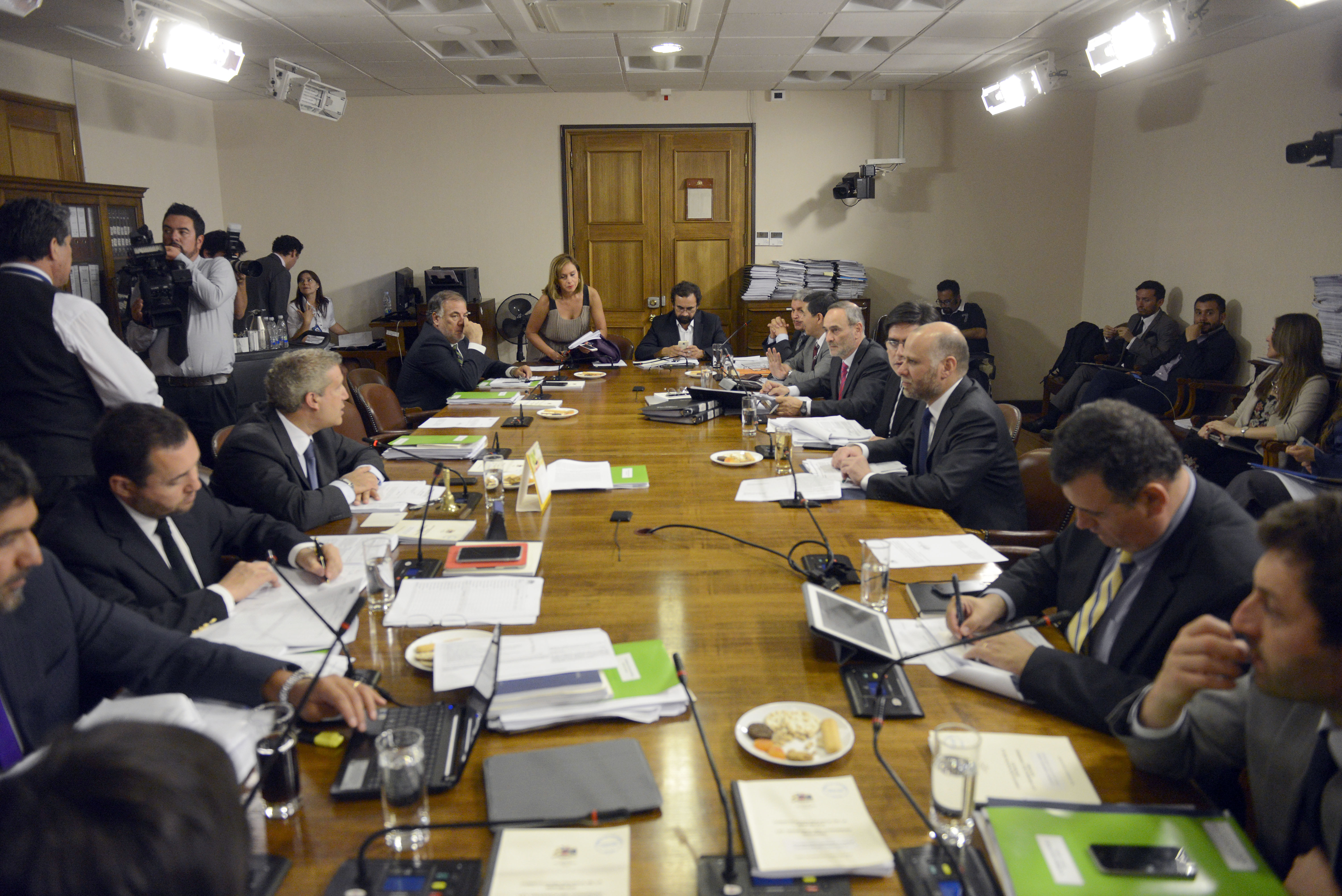
Sesión de la Comisión de Constitución, Legislación y Justicia de la Cámara de Diputados.

El Presidente de la Cámara da cuenta del ingreso de un proyecto de ley a la oficina de partes.
Luego, el proyecto se envía a la comisión de estudio correspondiente para ser analizado en sus aspectos generales, salvo por acuerdo unánime de la sala de omitir este trámite.
Una vez estudiado el proyecto en forma general por la comisión, se informa de sus conclusiones a la Cámara, la cual discute y decide si aprueba o rechaza la idea de legislar sobre él.
Esto se conoce como discusión general, cuyo objetivo es admitir o desechar en su totalidad el proyecto de ley, considerando sus ideas fundamentales y admitir a discusión las indicaciones que se presenten sobre el proyecto, por el presidente de la República, los ministros de Estado y los parlamentarios.
Concluido el debate, se procede a la votación según el cuórum requerido por la Constitución.
De aprobarse el proyecto de ley con indicaciones, es enviado nuevamente a la comisión para que se estudie en sus aspectos particulares e incluir en el análisis las indicaciones efectuadas en la Cámara. Esto ocasiona un segundo informe de comisión, el cual debe ser discutido y votado por la sala.
El resultado de este primer trámite legislativo desencadena tres resultados posibles:
- Que el proyecto sea aprobado en su totalidad. En tal caso pasa inmediatamente a la Cámara Revisora.
- Que el proyecto sea aprobado en general, pero la Cámara de Origen le introduce cambios o adiciones. De ser así, el proyecto que pasa a la consideración de la Cámara Revisora contendrá todas esas modificaciones.
- El proyecto es desechado en su totalidad durante su discusión general en la Cámara de Origen. En tal caso su tramitación no continúa, quedando impedido de presentarse sino después de un año.

### Segundo trámite Constitucional: Cámara Revisora

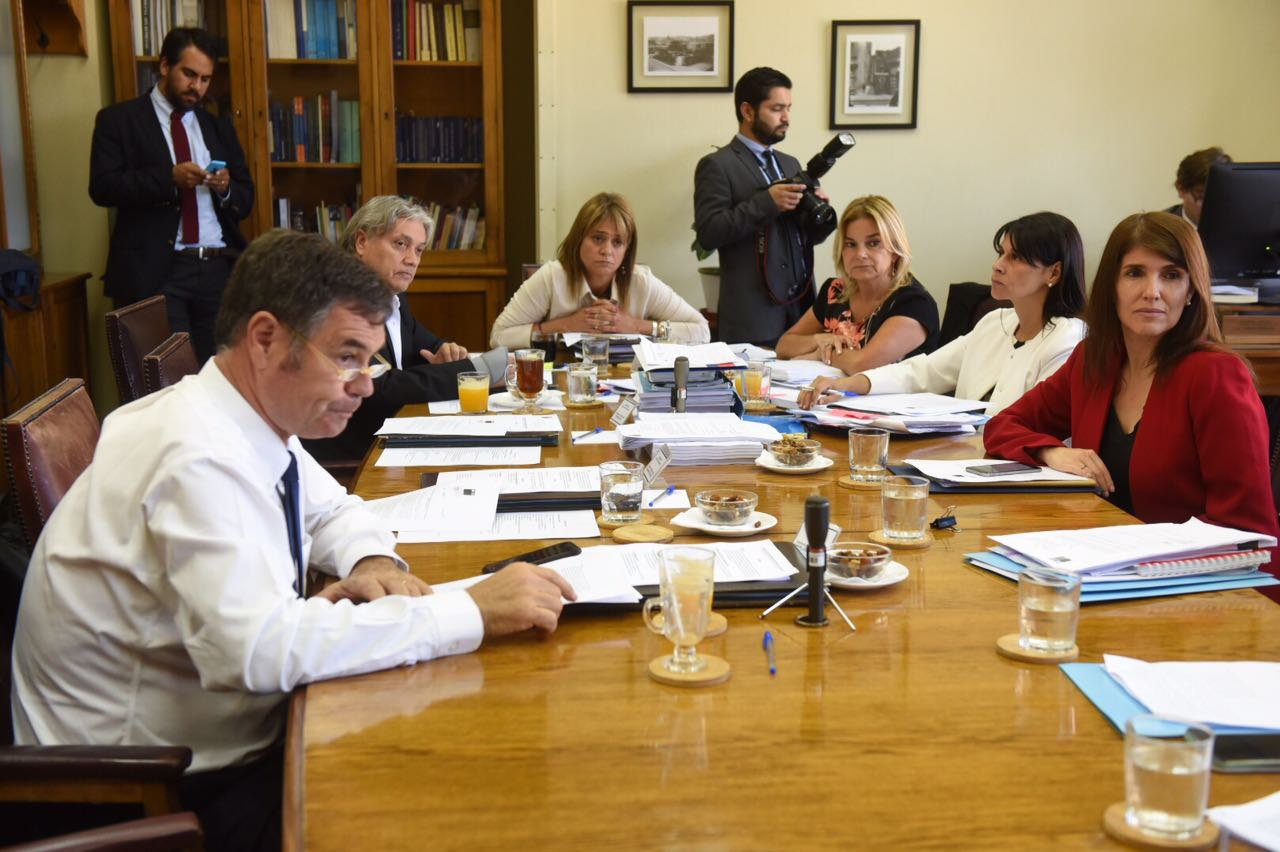
Sesión de la Comisión de Derechos Humanos, Nacionalidad y Ciudadanía del Senado, en el trámite de la Ley de identidad de género.

Aprobado el proyecto en la Cámara de Origen, pasa a la Cámara Revisora, la cual procede de la misma manera como lo hizo la primera, es decir, hay primero una discusión general y luego una particular. La Cámara Revisora podrá aprobar, modificar o rechazar el proyecto de ley proveniente de la Cámara de Origen.
Los resultados posibles con el segundo trámite legislativo son:
- Que el proyecto de ley sea aprobado en su totalidad por ambas Cámaras. En tal caso, se le remite al Presidente de la República, quien si también lo aprueba dispondrá de su promulgación (Ver Trámites Finales).
- Que el proyecto sea objeto de adiciones o enmiendas por parte de la Cámara Revisora. Entonces, es devuelto a la Cámara de Origen para la consideración de estas modificaciones (Ver Tercer Trámite Constitucional).
- Que el proyecto sea desechado en su totalidad por la Cámara Revisora. De producirse esta situación, el proyecto debe ser considerado por una comisión mixta de ambas Cámaras, la cual tendrá como objetivo proponer una fórmula para resolver el desacuerdo existente (Ver Trámite de Comisión Mixta).

## Trámites eventuales

### Tercer trámite Constitucional: Regreso a la cámara de origen
Supuesto para este trámite: 
- Que el proyecto sea objeto de adiciones o enmiendas por parte de la Cámara Revisora.

En este caso, es devuelto a la Cámara de Origen para la consideración de estas modificaciones. La Cámara de Origen debe discutirlas, aprobarlas y/o rechazarlas en su totalidad o parcialmente.
Si las aprueba, el resultado es que se dispone su envío al Presidente de la República, quien si también lo aprueba dispondrá de su promulgación como ley de la República (Ver Trámites Finales).
Si rechaza las enmiendas de un modo total o parcial se dispone la formación de una comisión mixta para la discusión del proyecto.

### Trámite de laComisión Mixta
Supuestos para este trámite:
- Cuando ocurre el rechazo total o parcial por parte de la cámara de origen de las enmiendas de la cámara revisora.
- Cuando el proyecto sea desechado en su totalidad por la Cámara Revisora.

Para solucionar la diferencia producida en las cámaras se forma una comisión mixta quien emite un informe que debe ser discutida y votada por ambas cámaras. La parte del informe que es aprobada por ambas corporaciones se integra al proyecto aprobado por ambas cámaras en los trámites anteriores, y todo este texto es enviado al Ejecutivo para su sanción y promulgación como Ley.

### Trámite del veto presidencial
Supuestos para este trámite:
- Por el hecho de contener el proyecto una o más normas orgánico constitucionales, debe ser remitido al Presidente de la República para que ejerza o no su facultad de veto.

El “veto presidencial” somete nuevamente a discusión legislativa una materia de ley, por lo tanto no se refiere a un “veto absoluto”. Si el presidente rechazara un proyecto por completo, ambas Cámaras podrían insistir en la aprobación del mismo, con el acuerdo de los dos tercios ( ⅔ ) de los diputados y senadores.
A través de esta acción, el presidente puede agregar un artículo o capítulo a la ley, lo que se conoce como veto aditivo.
Una vez que el presidente de la República ejerza esta facultad, el proyecto debe pasar al Tribunal Constitucional para su examen de constitucionalidad.
Si el presidente veta el proyecto es devuelto a la Cámara de Origen, con las observaciones mencionadas, dentro del plazo de 30 días. Estas observaciones presidenciales deben tener relación directa con las ideas fundamentales del proyecto, a menos que hubiesen sido consideradas en el mensaje respectivo.
La Cámara de Origen debe informar, debatir y votar estas observaciones y posteriormente pasan todas (las aprobadas y las rechazadas) a la Cámara Revisora.
Si ambas Cámaras aprueban las observaciones, el proyecto es devuelto al Ejecutivo para su promulgación como ley.
Si las dos Cámaras rechazan todas o alguna de las observaciones del Presidente, e insistieren, por los dos tercios de sus miembros presentes, en la totalidad o parte del proyecto aprobado por ellas, se devolverá el proyecto al Ejecutivo, el que debe promulgarlo como ley.

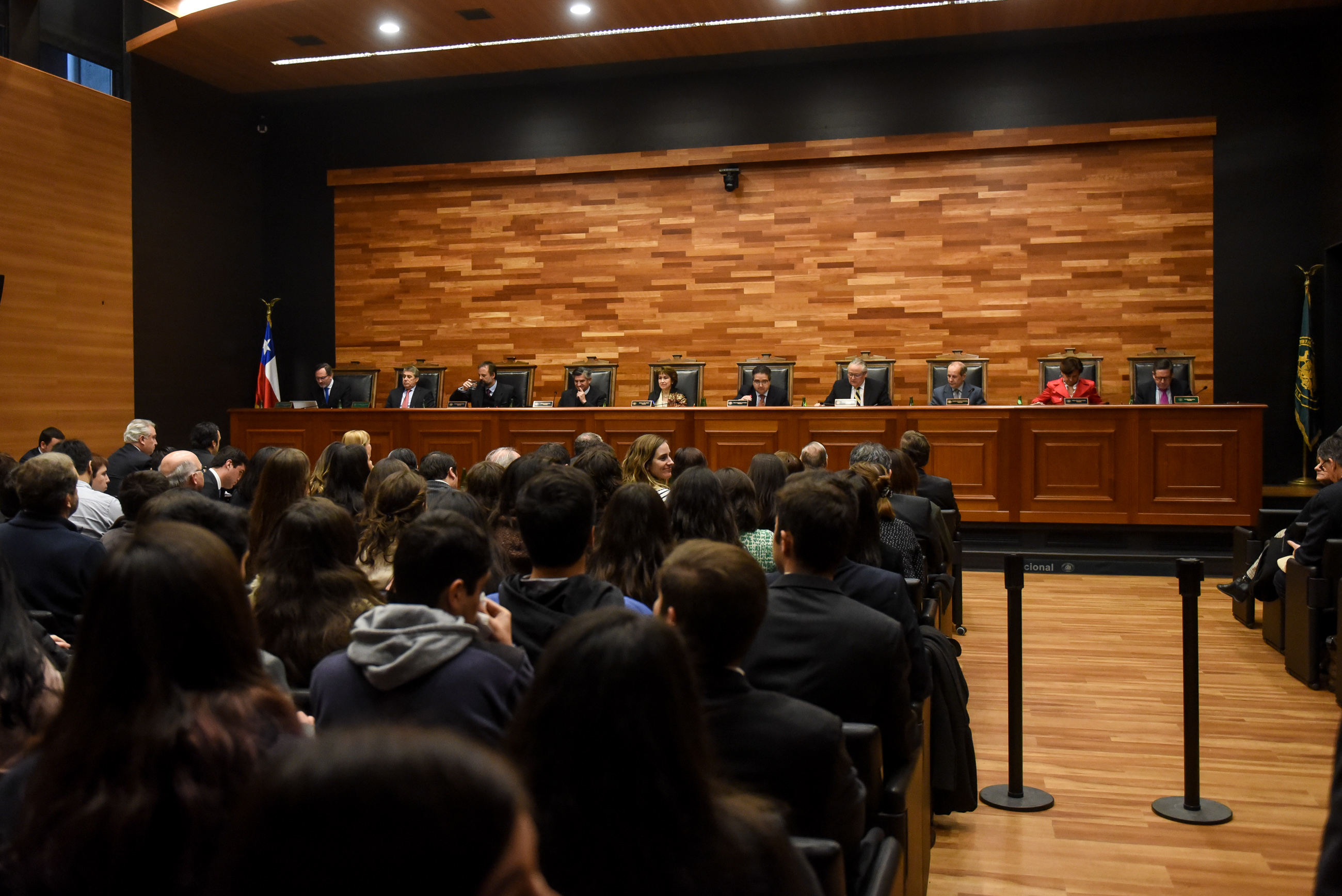
El Tribunal Constitucional, en la audiencia que fallaría a favor del proyecto de despenalización del aborto en tres causales.

### Trámite delTribunal Constitucional(Control de constitucionalidad)
Supuestos para este trámite:
- Que el proyecto de ley contenga normas que tienen el carácter de orgánicas constitucionales, interpretativas de la Constitución, o bien, normas de tratados internacionales que versen sobre materias propias de leyes orgánico constitucionales.
- Que exista una cuestión de constitucionalidad ocurrida durante la tramitación de proyectos de ley, proyectos de reforma constitucional o tratados internacionales sometidos a la aprobación del Congreso Nacional.

Si el proyecto de ley contiene disposiciones de este tipo, una vez terminado el trámite parlamentario, son enviadas al Tribunal Constitucional para una revisión preventiva de constitucionalidad, antes de su promulgación. Ambas cámaras reciben el oficio de respuesta a este control de constitucionalidad que contiene la sentencia que determina si las normas se ajustan o no a nuestra carta fundamental. Las normas que no se ajustan simplemente no serán ley.

### Tiempo de tramitación de una ley
La tramitación de una ley no está sujeta a un tiempo determinado, por lo tanto su demora dependerá del grado de dificultades que encuentre en las etapas del proceso de su formación. Sin embargo, el presidente de la República podrá hacer presente la urgencia para el despacho de un proyecto de ley, en uno o en todos sus trámites, en el correspondiente Mensaje o mediante un oficio dirigido al Presidente de la Cámara respectiva o al Senado cuando el proyecto estuviese en comisión mixta. Estos plazos se denominan urgencias.

## Trámites Finales

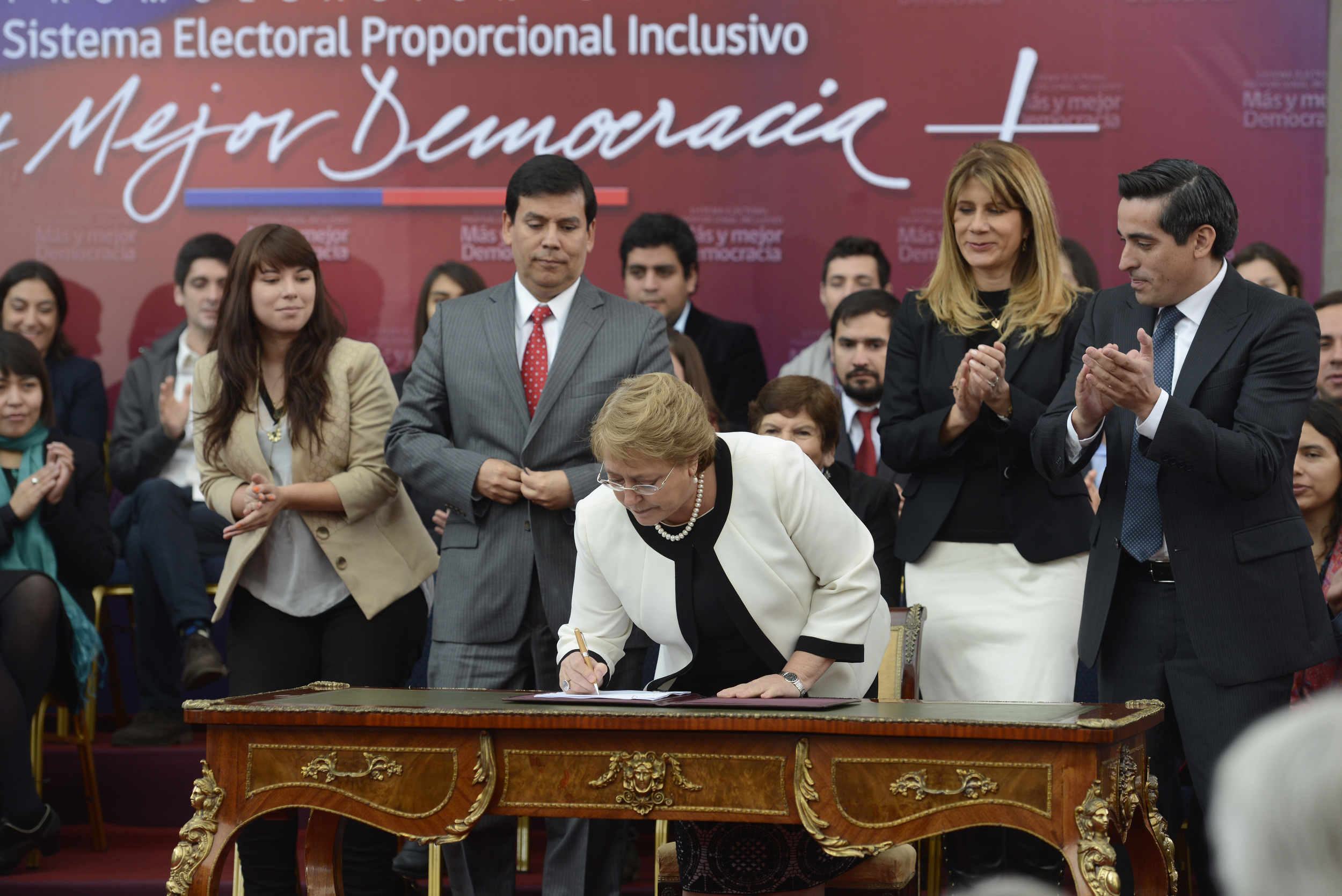
La Presidenta Michelle Bachelet promulga la reforma que establece un sistema electoral proporcional, en reemplazo del sistema binominal.

### Promulgación del proyecto
La promulgación del proyecto aprobado por el Congreso Nacional y el Ejecutivo, es efectuada por este último, a quien le es enviado el proyecto para que dentro del plazo de 10 días dicte un decreto, llamado decreto promulgatorio, con el cual declara la existencia de la ley y ordena sea cumplida, dejando de ser un proyecto.

### Publicación de la ley
La publicación de la ley debe efectuarse dentro de los 5 días desde que quede tramitado completamente el decreto promulgatorio.
La ley se publica en el Diario Oficial, y desde ese momento es obligatoria y se presume conocida por todos.